# Барич (Перемиський повіт)
Барич (пол. Barycz) — розташоване на Закерзонні село в Польщі, у гміні Стубно Перемишльського повіту Підкарпатського воєводства.
Населення — 222 особи (2011).
У 1975-1998 роках село належало до Перемишльського воєводства.

## Розташування
Розміщене недалеко від кордону з Україною. Село розташоване на правому березі Сяну приблизно за 5 км на захід від Стубно, 16 км на північний схід від Перемишля, і 66 км на схід від воєводського центру Ряшів.

## Церква
Парохія заснована в 1691 р., мала філію в Грабівцю, належала до Перемиського деканату. Церкву збудував у 1691 р. Микола Бретин, а його син Теодор Бретин був першим парохом у Баричі. У 1781 р. збудовано більшу церкву, яка в 1856 р. згоріла. В 1862 р. збудовано нову церкву. В 1880 р. в селі проживало 359 греко-католиків, 11 римокатоликів і 5 юдеїв. Перед Другою світовою війною парохія належала до Медицького деканату. В 1970-х роках церква Вознесіння Господнього знищена.

## Відомі люди
У селі народився отець Микола Грицеляк (1891–1976) — мученик за збереження вірності УГКЦ.

## Демографія
Демографічна структура станом на 31 березня 2011 року:
|          | Загалом | Допрацездатний вік | Працездатний вік | Постпрацездатний вік |
| -------- | ------- | ------------------ | ---------------- | -------------------- |
| Чоловіки | 112     | 37                 | 68               | 7                    |
| Жінки    | 110     | 29                 | 58               | 23                   |
| Разом    | 222     | 66                 | 126              | 30                   |